# Power of Hope: Pretty Cure Full Bloom
Power of Hope: ~Pretty Cure Full Bloom~ (キボウノチカラ～オトナプリキュア’２３～?, Kibou no chikara ~Otona Purikyua '23~, Kibou no chikara ~Otona Precure '23~, lett. "Potere della speranza: ~Pretty Cure adulte '23~") è una serie anime creata da Izumi Tōdō e prodotta dalla Toei Animation e Studio Deen, in concomitanza con il 20º anniversario del franchise Pretty Cure a cui fa riferimento. Trasmessa in Giappone su NHK E dal 7 ottobre al 23 dicembre 2023, è stata diffusa in simulcast sottotitolata in diverse lingue, tra cui l'italiano, da Crunchyroll.
La serie è uno spin-off con le protagoniste, divenute adulte, della quarta e quinta serie del franchise, Yes! Pretty Cure 5 e Yes! Pretty Cure 5 GoGo!, e quelle della terza serie Pretty Cure Splash☆Star, ma appaiono anche quelle della prima e seconda Pretty Cure e Pretty Cure Max Heart.

## Trama
Sono passati anni da quando Nozomi Yumehara, studentessa delle medie, si trasformava in una Pretty Cure per combattere il male. Lei e le sue amiche sono divenute adulte e hanno percorso ciascuna strade diverse verso il proprio futuro. Tra lavoro e vita privata, amici, famiglia, amore, divertimento e impegno, le giovani donne affrontano le vicende che riserva la vita.
Una donna dall'aura oscura, legata allo scorrere del tempo, fa sì che Nozomi le altre nonostante siano cresciute tornino ad indossare le vesti di Pretty Cure per mantenere intatta la serenità nel mondo.

## Personaggi
Oltre ai personaggi di Yes! Pretty Cure 5 / Yes! Pretty Cure 5 GoGo!, Pretty Cure Splash☆Star e Pretty Cure / Pretty Cure Max Heart, divenuti adulti, si aggiungono nuovi personaggi.

### Personaggi principali
Nozomi Yumehara (夢原 のぞみ?, Yumehara Nozomi)
Doppiata da: Yūko Sanpei (ed. giapponese)
Curiosa, gentile e maldestra, ma forte e decisa. È diventata un'insegnante delle scuole elementari, che si avvicina ai suoi alunni con un atteggiamento brillante e positivo ed è amata da loro, ma a volte si scontra con problemi più grandi di lei e si dispiace non possa fare nulla. Innamorata di Kokoda sin dai tempi in cui era una Pretty Cure, il suo interesse è sempre rimasto e nonostante la distanza continuano a scambiarsi lettere tramite Syrup. Alla fine della serie, dopo aver combattuto nella battaglia finale contro lo Shadow gigante, il suo Fiore del Tempo appassisce ed entra in uno stato di coma: grazie a Bell, però, Nozomi si risveglia e decide assieme a Kokoda di sposarsi, diventando regina consorte del Regno di Palmier ma mantenendo anche il suo lavoro da insegnante sulla Terra.
In Yes! 5 e Yes! 5 GoGo! si trasforma in Cure Dream (キュアドリーム?, Kyua Dorīmu) e da adulta ne riottiene il potere.
Rin Natsuki (夏木 りん?, Natsuki Rin)
Doppiata da: Junko Takeuchi (ed. giapponese)
Sportiva, ama creare piccole spille, bracciali o anelli. È diventata disegnatrice di gioielli e accessori, e nel tempo libero non rinuncia a giocare qualche partita a calcetto. È la migliore amica di Nozomi. Alla fine della serie viene scelta per progettare una collezione equo solidale di gioielli.
In Yes! 5 e Yes! 5 GoGo! si trasforma in Cure Rouge (キュアルージュ?, Kyua Rūju) e da adulta ne riottiene il potere.
Urara Kasugano (春日野 うらら?, Kasugano Urara)
Doppiata da: Mariya Ise (ed. giapponese)
Dolce ed effervescente, continua a fare l'attrice e la cantante. Prende il suo lavoro molto seriamente, avendo poco tempo per dedicarsi ad altro, ma è appagata così. Concentrandosi prevalentemente sul teatro, ha lasciato da parte la carriera canora, ma Syrup la spinge a non abbandonare ciò che le piace fare. Durante le giornate libere dal lavoro incide così un nuovo brano, Yume de ippai (夢でいっぱい?), accompagnata con la chitarra da Syrup. Quando ha tempo, fa da babysitter al bambino di Kenta e Yuko. Alla fine della serie la si vede esibirsi nei panni della protagonista nello spettacolo teatrale "Angel".
In Yes! 5 e Yes! 5 GoGo! si trasforma in Cure Lemonade (キュアレモネード?, Kyua Remonēdo) e da adulta ne riottiene il potere.
Komachi Akimoto (秋元 こまち?, Akimoto Komachi)
Doppiata da: Ai Nagano (ed. giapponese)
Educata e di carattere tranquillo, ha intrapreso la carriera di scrittrice per cui ha vinto premi letterari. Aiuta inoltre nel negozio di dolciumi tradizionali di famiglia e fa volontariato nel quartiere dove abita. È la migliore amica di Karen. Alla fine della serie la si vede prendersi cura del suo quartiere e di chi vi abita, promettendo che un domani scriverà una storia sulla città.
In Yes! 5 e Yes! 5 GoGo! si trasforma in Cure Mint (キュアミント?, Kyua Minto) e da adulta ne riottiene il potere.
Karen Minazuki (水無月 かれん?, Minazuki Karen)
Doppiata da: Ai Maeda (ed. giapponese)
Matura, responsabile e di famiglia benestante, è diventata un medico. È molto scrupolosa con i suoi pazienti, stando attenta a rimanere disponibile anche fuori dall'orario di lavoro. Alla fine della serie decide di continuare a prendersi cura dei suoi pazienti con costanza.
In Yes! 5 e Yes! 5 GoGo! si trasforma in Cure Aqua (キュアアクア?, Kyua Akua) e da adulta ne riottiene il potere.
Kurumi Mimino (美々野 くるみ?, Mimino Kurumi)
Doppiata da: Eri Sendai (ed. giapponese)
Forma umana di Milk (ミルク?, Miruku), creatura del Regno di Palmier, è furba, testarda e arrogante a volte. Continua a ricoprire il ruolo di assistente custode di Coco e Nuts nel loro regno ma, per migliorare le sue capacità, lavora anche come segretaria per il capo di un'azienda nel mondo degli umani. Ha il potere di percepire i nemici quando si manifestano. Rispetto al passato va d'accordo con Nozomi e, accantonata la gelosia nei suoi confronti, sostiene lei e Kokoda come coppia. Alla fine della serie si licenza dal lavoro di segretaria sulla Terra per tornare nel Regno di Palmier e diventarne il primo ministro.
In Yes! 5 GoGo! si trasforma in Milky Rose (ミルキィローズ?, Mirukī Rōzu) e da adulta ne riottiene il potere.
Saki Hyuga (日向 咲?, Hyūga Saki)
Doppiata da: Orie Kimoto (ed. giapponese)
Ottimista e golosa, giocava nella squadra di softball alle medie. Ha ereditato la panetteria "Panpaka-pan" di famiglia e occasionalmente vende i loro prodotti utilizzando un chiosco-furgone. Nel frattempo si è fidanzata con un ragazzo che ha incontrato durante il periodo in cui ha frequentato la scuola di cucina. I genitori vorrebbero affidarle totalmente la gestione dell'attività di famiglia, ma lei non si sente soddisfatta a pieno del suo pane e tenta numerose volte di rifarlo; per questo, vorrebbe imparare ancora di più sulla cottura del pane in un'antica panetteria a Strasburgo, in Francia, ma esita a comunicarlo perché significherebbe andare lontano sia dalla famiglia che dal fidanzato. Tuttavia, spinta da Mai, scopre il pieno supporto dei suoi affetti e, mettendo in sospeso il matrimonio in comune accordo con il suo fidanzato, riesce a volare in Francia per iniziare a imparare nuove ricette.
In Splash☆Star si trasforma in Cure Bloom / Cure Bright (キュアブルーム／キュアブライト?, Kyua Burūmu / Kyua Buraito) e da adulta ne riottiene il potere.
Mai Mishou (美翔 舞?, Mishō Mai)
Doppiata da: Atsuko Enomoto (ed. giapponese)
Gentile e riservata, la sua passione è il disegno, dai ritratti ai paesaggi. Dopo aver completato gli studi alla scuola d'arte, ha trovato lavoro presso un'importante agenzia pubblicitaria come graphic designer. Inoltre si è fidanzata con un ragazzo ma, dopo aver ricevuto un messaggio da lui in cui le chiede di rompere, matura l'idea di lasciarlo. Alla fine della serie riesce ad ottenere un incarico come illustratrice e promette un giorno di disegnare le meraviglie della sua città.
In Splash☆Star si trasforma in Cure Egret / Cure Windy (キュアイーグレット／キュアウィンディ?, Kyua Īguretto / Kyua Windi) e da adulta ne riottiene il potere.

### Personaggi secondari
Bell (ベル?, Beru)
Doppiata da: Yōko Hikasa (ed. giapponese)
È una misteriosa donna, legata allo scorrere del tempo, che appare in uno spazio diverso creato all'interno della torre dell'orologio e lì si nasconde. Dotata di ali nere che emette un'aura oscura, afferma che il tempo non possa essere fermato ma cambiato e ha il potere di amplificare le emozioni negative delle persone ed evocare mostri ombra. Sembra essere legata alla città e alla sua storia: una sua raffigurazione si trova infatti incisa sulla campana della torre dell'orologio. Si scopre infine che viene dal vicino futuro e che la sua vera identità è l'incarnazione stessa della torre dell'orologio, equivalente a una divinità guardiana della città; il suo scopo è vendicarsi degli umani che hanno ripetutamente distrutto l'ambiente per sviluppare la civiltà, non hanno mai smesso di comportarsi egoisticamente e hanno causato la devastazione del mondo futuro a causa della progressione del riscaldamento globale. Una volta resasi conto di star colpendo proprio gli umani che hanno contribuito alla costruzione della città e che molti di loro non sono egoisti come lei crede, decide di dileguarsi e di raccomandare il futuro dell'umanità alle Pretty Cure, assumendo le sembianze di un angelo bianco.
Shadow (シャドウ?, Shadou)
Doppiati da: Hiroshi Shimozaki (ed. giapponese)
Sono dei mostri che prendono forma dalle ombre manipolate da Bell. Si creano dalle ombre di persone che si sono allontanate dalla loro realtà dolorosa e hanno rinunciato al proprio futuro e alla propria speranza. Sebbene siano visibili ad occhio nudo, non possono essere visti dalle fotocamere degli smartphone o toccati dagli esseri umani. Non solo possono attaccare, possedere la gente e moltiplicarsi, ma anche intrappolare le persone possedute in una profonda oscurità dalla quale non si sveglieranno mai.
Coco (ココ?, Koko)
Doppiato da: Takeshi Kusao (ed. giapponese)
Creatura del Regno di Palmier, del quale è diventato re insieme a Nuts. Buono, generoso e sensibile, per ricostruire la sua patria ha cercato e trovato le Pretty Cure che lo aiutassero a sconfiggere il male. Quando assume la forma umana, si fa chiamare Koji Kokoda (小々田 コージ?, Kokoda Kōji) e per un periodo ha svolto il ruolo di giovane insegnante alla Cinq Lumière. È innamorato ricambiato di Nozomi sin dal primo momento e, sebbene pensi sia un ostacolo il fatto che appartengano a due mondi diversi, continuano a scambiarsi lettere tramite Syrup. Per indagare dopo la comparsa dei mostri ombra e la nuova trasformazione delle Pretty Cure, va a vivere temporaneamente sulla Terra, coincidenza nell'appartamento accanto a quello di Nozomi. Alla fine della serie sposa Nozomi, rendendola regina consorte di Palmier al suo fianco.
Nuts (ナッツ?, Nattsu)
Doppiato da: Miyu Irino (ed. giapponese)
Creatura del Regno di Palmier, del quale è diventato re insieme a Coco. Serio e diffidente, incapace di legare facilmente con le persone. Quando assume la forma umana, si fa chiamare Nattsu (夏?, Nattsu) e durante la missione delle Pretty Cure ha aperto la gioielleria Natts House. Imparando ad aprirsi, ha sviluppato un legame con Komachi, con la quale condivide la passione per la lettura.
Syrup (シロップ?, Shiroppu)
Doppiato da: Romi Park (ed. giapponese)
Creatura del Giardino delle Cure Rose, simile a quelle del Regno di Palmier. Agile, scontroso ma in verità premuroso, inizialmente non ricorda il suo passato e fa il postino che si occupa di consegnare lettere da un mondo all'altro. Ha preso in carico la cura del Giardino delle Cure Rose. Quando assume la forma umana, si fa chiamare Shiro Amai (甘井 シロー?, Amai Shirō) e durante la missione delle Pretty Cure ha legato in particolare con Urara. Ama la voce e le canzoni di Urara, che a volte ascolta in volo e, grazie a lei, aspira a suonare la chitarra classica; vorrebbe che Urara dedicasse più tempo a ciò che le piace fare.
Michiru Kiryū (霧生 満?, Kiryū Michiru) & Kaoru Kiryū (霧生 薫?, Kiryū Kaoru)
Doppiate da: Yuriko Fuchizaki e Akemi Okamura (ed. giapponese)
Ex messaggere di Dark Fall, sono poi diventate amiche di Saki e Mai e, una volta vinta l'oscurità, sono rinate come umane. Da adulte, in anonimato, hanno aperto un canale video, molto seguito, chiamato "DarkNightLight Channel" (ダークナイトライトちゃんねる?, DākuNaitoRaito Channeru) su una piattaforma web. Poiché il nome di Shadow è stato menzionato per la prima volta sui loro account social, Nozomi e gli altri pensano che abbiano qualche tipo di connessione con i mostri ombra. Successivamente si rivelano alle Pretty Cure e le aiutano a rintracciare i nemici. Nonostante pensino che molti umani siano corrotti, riconoscono la gentilezza di alcuni di loro e per questo si sono spinte a continuare a scoprire le bellezze della Terra e ad apprezzarle con tutti tramite il loro account social.
Nagisa Misumi (美墨 なぎさ?, Misumi Nagisa)
Doppiata da: Yōko Honna (ed. giapponese)
Sportiva e allegra, alle medie giocava a lacrosse. Durante la battaglia finale contro Bell, si unisce agli altri gruppi di Pretty Cure. Alla fine della serie viene menzionato che Nagisa ha intrapreso un lavoro nella foresta pluviale amazzonica per combattere il cambiamento climatico.
In Futari wa e Max Heart si trasforma in Cure Black (キュアブラック?, Kyua Burakku) e da adulta ne riottiene il potere.
Honoka Yukishiro (雪城 ほのか?, Yukishiro Honoka)
Doppiata da: Yukana (ed. giapponese)
Appassionata di scienza, è intelligente e giudiziosa. Durante la battaglia finale contro Bell, si unisce agli altri gruppi di Pretty Cure. Alla fine della serie viene menzionato che Honoka ha intrapreso un lavoro nel circolo polare artico per combattere il cambiamento climatico.
In Futari wa e Max Heart si trasforma in Cure White (キュアホワイト?, Kyua Howaito) e da adulta ne riottiene il potere.
Hikari Kujo (九条 ひかり?, Kujō Hikari)
Doppiata da: Rie Tanaka (ed. giapponese)
Posata e lenta all'ira, in lei è racchiusa la vita della Regina della Luce. Durante la battaglia finale contro Bell, si unisce agli altri gruppi di Pretty Cure.
In Max Heart si trasforma in Shiny Luminous (シャイニールミナス?, Shainī Ruminasu) e da adulta ne riottiene il potere.

### Altri personaggi
Kenta Hoshino (星野 健太?, Hoshino Kenta)
Doppiato da: Junko Takeuchi (ed. giapponese)
Amico di Saki, di cui era innamorato, alle medie ha formato un duo comico con il compagno di classe Miyasako, visto che adora fare battute. I suoi genitori sono pescatori e lui ha aperto un bar caffè insieme a Yuko, con la quale si è sposato e ha avuto un figlio.
Yuko Hoshino (Ota) (星野（太田） 優子?, Hoshino (Ōta) Yūko)
Doppiata da: Masako Jō (ed. giapponese)
Amica e compagna di squadra di softball di Saki alle scuole medie. Ha sposato e ha avuto un bambino da Kenta, del quale è sempre stata innamorata nonché l'unica che ride alle sue battute.
Saori Hyuga (日向 沙織?, Hyūga Saori) & Daisuke Hyuga (日向 大介?, Hyūga Daisuke)
Doppiati da: Mika Doi e Naomi Kusumi (ed. giapponese)
La madre e il padre di Saki, sono i proprietari della panetteria e pasticceria Panpaka-pan. Vorrebbero lasciare in eredità a Saki la loro attività e supportano la ragazza in ogni sua decisione. Daisuke è fiero del suo pane sfornato e vorrebbe apprendere l'arte dei dolci tradizionali a Kyoto ma, visto che Saki ha deciso di recarsi in Francia per perfezionarsi sul pane, abbandona il suo proposito; tuttavia, Saki ne parla con Komachi che è ben lieta di accogliere il padre ad imparare nella sua pasticceria tradizionale di famiglia.
Kazuyo Natsuki (夏木 和代?, Natsuki Kazuyo)
Doppiata da: Mayumi Asano (ed. giapponese)
La madre di Rin, gestisce il negozio di fiori "Fleuriste Natsuki".
Madoka Akimoto (秋元 まどか?, Akimoto Madoka)
Doppiata da: Ai Nagano (ed. giapponese)
La sorella maggiore di Komachi, a cui somiglia molto fisicamente. Indipendente ed eclettica, ama viaggiare e ha preso in carica la gestione della pasticceria tradizionale di famiglia, in cui a volte dà una mano anche Komachi.
Sakamoto "Jii-ya" (坂本 〈じいや〉?, Sakamoto "Jiiya")
Doppiato da: Tomoaki Ikeda (ed. giapponese)
Il maggiordomo fidato dei Minazuki, per i quali lavora da tanto tempo, si occupa della villa in cui abita Karen. Sa suonare la chitarra classica.
Bunbee (ブンビー?, Bunbī)
Doppiato da: Wataru Takagi (ed. giapponese)
Uomo inizialmente dalla parte nemica delle Pretty Cure, ha lavorato prima per la Nightmare Company e poi per Eternal. Dopo aver aperto un'agenzia di tuttofare alla fine di Yes! 5 GoGo!, è diventato un impiegato di una società di gestione edilizia. Ha ancora l'abilità trasformarsi in un bombo umanoide che spara a raffica raggi energetici dai polsi.
Papaya (パパイヤ?, Papaiya)
Doppiato da: Keiichi Sonobe (ed. giapponese)
È il custode più anziano del Regno di Palmier nonché capo assistente di Coco e Nuts. È il capo di Milk e si dice che sia "il più grande di tutti i custodi". È gentile, ma sa essere severo quando serve disciplina.
Rumi Katagiri (片桐 るみ?, Katagiri Rumi)
Doppiata da: Hana Tamegai (ed. giapponese)
È una bambina delle elementari, alunna di Nozomi. Adora danzare e il suo sogno è vincere la gara nazionale di ballo con la sua squadra, ma è demoralizzata perché i genitori hanno deciso di trasferirsi in campagna dalla nonna per via del fallimento del lavoro del padre, stanno per divorziare, e lei è costretta a cambiare scuola. Nozomi cerca di aiutarla e lei promette di non abbandonare la passione per il ballo, ma di impegnarsi a realizzare il proprio sogno.
Nana Shinozaki (篠崎 ナナ?, Shinozaki Nana)
Doppiata da: Akane Fujita (ed. giapponese)
È una ragazzina delle superiori ricoverata in ospedale, paziente di Karen. Eccellente atleta nella corsa, l'essersi slogata un piede durante una gara l'ha resa suscettibile e scontrosa, rifiutandosi persino di fare riabilitazione a seguito di un intervento chirurgico. Karen cerca di prendersene cura e, dopo un'iniziale divergenza, le due stringono un legame.
Mariko Takigawa (滝川 毱子?, Takigawa Mariko)
Doppiata da: Makiko Nabei (ed. giapponese)
È una regista teatrale di fama mondiale. Urara è stata scritturata come protagonista per lo spettacolo "Angel", da lei scritto e diretto. È piuttosto severa e non accetta errori durante le prove. Il motivo per cui ha scelto Urara per far parte del suo cast è perché l'aveva colpita positivamente la sua energia nel cantare sul palco e voleva allo stesso modo che essa si manifestasse nel suo spettacolo.
Sig.ra Yamaguchi (山口?, Yamaguchi)
Doppiata da: Kikumi Umeda (ed. giapponese)
È una donna che abita nello stesso quartiere di Komachi.
Sanae Yukishiro (雪城 さなえ?, Yukishiro Sanae)
Doppiata da: Masako Nozawa (ed. giapponese)
Apparsa in Pretty Cure e Max Heart, è la nonna materna di Honoka Yukishiro e una delle clienti della pasticceria Ko-machi. Racconta il suo passato a Komachi, Nozomi e Kokoda, narrando anche della storia della città e dando loro indizi sulla vera natura di Bell.

## Terminologia
Fiore del Tempo (タイムフラワー?, Taimu Furawā, Time Flower)
Definito come "il fiore sinistro" (不吉な花?, Fukitsu na hana), è un particolare fiore dai petali nero-viola che, secondo i libri di storia, indica un presagio di sventura. Ne sbocciano alcuni nel Giardino delle Cure Rose. Con la riattivazione delle Pretty Cure, ogni fiore riattiva il potere precedentemente esercitato da una guerriera. La loro energia permette il temporaneo ringiovanimento di Nozomi e le altre durante i combattimenti. L'abuso del suo potere da parte delle Pretty Cure può farli appassire e portare alla morte coloro che sono legati ad essi.
Butterfly Effect Shine Dream (バタフライエフェクト・シャインドリーム?, Batafurai Efekuto Shain Dorīmu)
È l'attacco di gruppo delle Pretty Cure, eseguito nell'episodio 12. Dopo aver ricevuto il potere di Milky Rose, di Cure Bloom e Cure Egret, e di Cure Black e Cure White, Cure Dream e le altre li uniscono ai propri e generano un'unica grande farfalla che si divide in farfalle più piccole che volano come raggio d'energia contro il nemico, distruggendolo.

## Luoghi
Accademia Plaisir (プレジール学園?, Purejīru Gakuen)
È la scuola elementare privata dove Nozomi lavora come insegnante.
Cafe & Bar Time
È il locale gestito da Kenta e Yuko. Fa servizio sia bar che ristorante. Nozomi e le sue amiche lo frequentano spesso.
JPK Agency (ＪＰＫエージェンシー?, JPK Ējenshī)
È l'agenzia pubblicitaria dove lavora Mai come graphic designer.
Bar Tobari (喫茶とばり?, Kissa Tobari)
È un locale situato nel quartiere dove abita Komachi, in cui a volte si riuniscono lei e le amiche.

## Episodi
| Nº | Titolo italiano Giapponese 「Kanji」 - Rōmaji | In onda          | In onda |
| Nº | Titolo italiano Giapponese 「Kanji」 - Rōmaji | Giapponese       |         |
| 1  | La forma del futuro 「ミライノカタチ」 - Mirai no katachi | 7 ottobre 2023   |         |
| 1  | Quando era alle medie, Nozomi Yumehara è diventata una Pretty Cure per combattere il male e nel mentre, insieme alle compagne di squadra, ha trovato il suo sogno per il futuro. Il tempo è passato da allora e la ragazza, ormai una giovane adulta, lavora come insegnante presso una scuola elementare dove spera di guidare gli studenti verso i loro obiettivi nel migliore dei modi. Rumi Katagiri, una sua alunna, sogna di vincere una gara di ballo con le amiche del club, ma pensa per un momento di lasciare perdere visto che sta per trasferirsi e cambiare scuola. Nozomi, nonostante vari tentativi, si ritrova per la prima volta incapace di sostenere concretamente una persona e si confida con Rin, sua amica con la quale ricorda di come riuscissero a superare ogni ostacolo quando entrambe erano Pretty Cure. Urara, Komachi, Karen e Kurumi le incontrano di seguito e tutte sospettano che la loro improvvisa riunione sia qualcosa di più di una coincidenza. Nel frattempo una misteriosa e oscura figura, legata allo scorrere del tempo, intensifica le emozioni negative delle persone. |                  |         |
| 2  | La forma della determinazione 「ケツイノスガタ」 - Ketsui no sugata | 14 ottobre 2023  |         |
| 2  | Nozomi e le altre festeggiano la loro riunione, raccontandosi e aggiornandosi a vicenda su cosa hanno fatto e continuano a fare nella loro vita. Intanto, nel Regno di Palmier, Coco e Nuts sono impegnati a svolgere il ruolo di re, mentre Syrup si prende cura del Giardino delle Cure Rose; quest'ultimo nota uno strano germoglio nero cresciuto tra le rose, che Nuts identifica come il "Fiore del Tempo". Il giorno successivo, mentre le altre ragazze affrontano problemi legati al lavoro, Nozomi e Rin vengono coinvolte in un attacco con dei mostri, conosciuti come Shadow, che prendono di mira le ombre delle persone: dopo aver fatto allontanare dal posto due sue studentesse, Nozomi rimane vittima di uno dei mostri, ma il desiderio di rincontrare in futuro la sua ex alunna Rumi, verso cui si sente ancora in colpa per non essere riuscita ad aiutarla, fa schiudere il Fiore del Tempo e la risveglia, dandole di nuovo la capacità di trasformarsi in Cure Dream per combattere. |                  |         |
| 3  | I ricordi del cuore 「ココロノキオク」 - Kokoro no kioku | 21 ottobre 2023  |         |
| 3  | Le ragazze sono curiose di sapere come e perché Nozomi si sia trasformata di nuovo in una Pretty Cure. Karen intanto, diventata una dottoressa, è preoccupata per una delle sue pazienti, Nana Shinozaki, che si rifiuta di fare riabilitazione dopo un intervento chirurgico al piede. Ne parla con Kurumi, la quale ha lo stesso problemi nell'ambito lavorativo, ma le ricorda il motivo per cui ha scelto di diventare medico quando si prese cura di lei in passato. Karen cerca di stabilire un legame con la paziente, che condivide le sue frustrazioni di non essere più in grado di correre durante i tornei scolastici di atletica leggera. Quando altre Ombre appaiono all'ospedale, il desiderio di Karen di proteggere Nana e gli altri pazienti le permette di trasformarsi di nuovo in Cure Aqua e combattere; a sua volta, il desiderio di Kurumi di aiutare e proteggere Karen le permette di trasformarsi ancora in Milky Rose. |                  |         |
| 4  | Le ali del dubbio 「マヨイノツバサ」 - Mayoi no tsubasa | 28 ottobre 2023  |         |
| 4  | Nozomi e le altre rivedono dopo tanto tempo Saki e Mai, le quali sono state anche loro Pretty Cure in passato. Saki, che ha fatto un corso di cucina e lavora nella panetteria di famiglia, annuncia di essere fidanzata mentre Mai, ora una graphic designer per un'agenzia pubblicitaria, è sul punto di essere lasciata dal suo ragazzo. Prendendosi un giorno libero dal lavoro per dare una mano a Saki con il suo chiosco-furgone, Mai le confida le sue preoccupazioni circa l'età e il lavoro e di come non vede il matrimonio nel suo futuro. Proprio in quel momento, entrambe le ragazze sono coinvolte in un attacco di Ombre ma vengono tratte in salvo dall'arrivo di Nozomi, Kurumi e Syrup insieme all'ex nemico Bunbee, adesso impiegato di una società di gestione edilizia. Aggiornate sulla situazione, Saki e Mai decidono di allearsi con Nozomi e le altre e aiutare in ogni modo possibile. Mentre Mai decide di sistemare le cose con il suo ragazzo, rompendo definitivamente, Syrup consegna un messaggio in lettera di Kurumi a Coco nel Regno di Palmier.                                   |                  |         |
| 5  | Il desiderio di Nozomi 「ノゾミノノゾミ」 - Nozomi no nozomi | 4 novembre 2023  |         |
| 5  | Le ragazze si riuniscono per fare il punto della situazione sulla comparsa di ombre che tramutano in mostri. Un canale video online chiamato "DarkNightLight Channel" sembra conoscere le Ombre prima di chiunque altro, mentre Nuts/Nattsu giunge in città per indagare di persona sui Fiori del Tempo, presagio di sventura secondo una leggenda di Palmier, che stanno sbocciando nel Giardino delle Cure Rose e sono legati in qualche modo alle nuove trasformazioni in Pretty Cure. Nozomi si chiede perché Coco/Kokoda non sia venuto a farle visita di recente. Più tardi, quando altre Ombre appaiono in città, Nozomi viene rapita da Bell che tenta di sfruttare le sue insicurezze sul rapporto con Coco/Kokoda: sorprendentemente, quest'ultimo viene in aiuto della ragazza, dandole l'incoraggiamento a reagire. |                  |         |
| 6  | Il tremolio della fiamma 「ホノオノユラギ」 - Honoo no yuragi | 11 novembre 2023 |         |
| 6  | In ritardo per la presentazione di un nuovo design di gioielli, Rin vede un'ombra simile ai mostri apparsi di recente, ma non gli dà peso per arrivare in tempo al lavoro. Nel frattempo, Kokoda racconta di come abbia vegliato su Nozomi a distanza senza interferire con il suo futuro. Su indizi di un video del canale DarkNightLight, che sembra informato sulla questione riguardante Shadow, Rin e Karen si recano nella foresta vicino alla panetteria di Saki. Rin confessa a Karen di aver ignorato la vista di un'Ombra per tornaconto personale e di sentirsi in colpa per non aver detto nulla, ma Karen le dice che non è sbagliato affidarsi agli altri in certe circostanze. La nascita di nuove ombre sul posto costringe Karen a combattere e, proprio quando è in difficoltà, Rin si rende conto di essere l'unica nel momento su cui l'amica può fare affidamento e ottiene il potere di trasformarsi di nuovo in Cure Rouge per aiutarla. |                  |         |
| 7  | Il frutto della tristezza 「ウレイノカジツ」 - Urei no kajitsu | 18 novembre 2023 |         |
| 7  | A Urara viene detto di prendersi una pausa dalle prove dello spettacolo teatrale in cui è protagonista e lei teme di aver deluso le aspettative della regista. Intanto Kokoda rimane sulla Terra per indagare al meglio sulla comparsa dei mostri ombra e, per coincidenza, finisce per vivere nell'appartamento accanto a quello di Nozomi. Syrup, venuto a conoscenza della sua situazione, va a trovare Urara per tirarla su di morale e le ricorda di non abbandonare la passione per il canto, nonostante si sia concentrata sulla carriera di attrice. Insieme i due compongono una nuova canzone che cattura l'attenzione del duo DarkNightLight, che la condividono su Internet. Bell usa i commenti online per generare Ombre dagli smartphone delle persone, ma le parole di Syrup danno a Urara il coraggio di diventare ancora Cure Lemonade, battere i nemici e trovare ciò che mancava alla sua recitazione. |                  |         |
| 8  | La mia città 「ワタシノマチ」 - Watashi no machi | 25 novembre 2023 |         |
| 8  | Tra le poche idee per lo sviluppo di un nuovo romanzo e il volontariato nel suo quartiere, Komachi nota che i mostri ombra sono apparsi soltanto nella loro città e dintorni, e insieme a Nozomi e Kokoda fa visita a Sanae Yukishiro nella speranza di trovare un collegamento con gli incidenti delle Ombre nel passato della città. Sanae racconta che la città fu distrutta durante la guerra in passato, ma la torre dell'orologio rimase in piedi e riuscì a dare a tutti la forza di ricostruirla; l'anziana rivela inoltre che sulla campana della torre è incisa la figura di un angelo di nome Bell, ma l'indagine alla fine non porta a nulla. Quando compaiono altre Ombre, la volontà di Komachi di proteggere la città le permette di trasformarsi in Cure Mint e le sconfigge. Dopo la battaglia, Nozomi sviene brevemente causando preoccupazione negli altri, e Komachi prende la decisione di scrivere un libro sulla storia della loro città. |                  |         |
| 9  | Il loro legame 「フタリノキズナ」 - Futari no kizuna | 2 dicembre 2023  |         |
| 9  | Saki è pensierosa e, sotto l'Albero del Cielo, rivela a Mai di essere combattuta tra l'ereditare la panetteria dei genitori e l'andare in Francia per perfezionarsi sul pane, di cui non è ancora soddisfatta; tuttavia questo implica la lontananza sia dalla famiglia che dal fidanzato, che vorrebbe presto sposarsi. Sul luogo, le due vengono avvicinate da un mostro ombra, ma arrivano in loro aiuto due ex conoscenze, Michiru e Kaoru. Bell le avverte di non continuare a intralciarla, ma il sostegno reciproco di Saki e Mai consente loro di trasformarsi ancora in Cure Bloom e Cure Egret e sconfiggere l'Ombra. Saki scopre infine il pieno supporto sia della famiglia che del fidanzato in ogni sua decisione, e nel frattempo Michiru e Kaoru, che si rivelano essere il duo dietro al canale streaming DarkNightLight, informano gli altri che Bell risiede effettivamente nella Torre dell'Orologio. Nozomi, poi, sviene ancora una volta. |                  |         |
| 10 | L'ultima promessa 「サイゴノヤクソク」 - Saigo no yakusoku | 9 dicembre 2023  |         |
| 10 | Nattsu avverte Nozomi e le altre di smettere di trasformarsi in Pretty Cure, poiché i Fiori del Tempo che le rendono più giovani e glielo permettono stanno mettendo a dura prova i loro corpi e potrebbero potenzialmente ucciderle. L'intero gruppo entra in conflitto tra salvare la vita delle persone e mettere a rischio la propria, e Michiru e Kaoru concludono che le Ombre tendono ad emergere dagli umani con intenti maligni. Bell scatena innumerevoli mostri sulla città e, nonostante i rischi connessi, le ragazze rimangono determinate a combattere e proteggere i loro cari. Considerandola la sua ultima trasformazione visti i pericoli che corre, Nozomi fa la promessa a Kokoda di tornare sana e salva dalla battaglia. Durante lo scontro con le Pretty Cure, Bell rivela di provenire dal futuro in cui la città è stata distrutta dalle azioni degli umani e perciò è determinata ad eliminarli. |                  |         |
| 11 | La fine del futuro 「ミライノオワリ」 - Mirai no owari | 16 dicembre 2023 |         |
| 11 | Bell afferma che nel futuro l'inquinamento ha influenzato il clima e ha portato a condizioni meteorologiche estreme che hanno costretto le persone ad abbandonare la città. Mentre la nemica continua a produrre Ombre dagli umani, le cui azioni sconsiderate avrebbero causato questo futuro, le Pretty Cure s'impegnano a combattere ma sono in difficoltà quando i mostri vengono fusi in un'unica Ombra gigante, che impazzisce e inizia a distruggere proprio la città che Bell stava cercando di proteggere. Le Leggendarie Guerriere comprendono che se vogliono davvero vincere la battaglia devono rivalutare, sia loro che il resto degli umani, l'importanza di ciò che le circonda. Cure Dream accusa ancora l'avvizzimento del suo Fiore del Tempo, ma a dare manforte alle guerriere giungono anche Cure Black, Cure White e Shiny Luminous. |                  |         |
| 12 | Il potere della speranza 「キボウノチカラ」 - Kibou no chikara | 23 dicembre 2023 |         |
| 12 | Mentre l'Ombra gigante continua a crescere, Kaoru e Michiru trasmettono la battaglia al pubblico attraverso il loro account social, esortandolo a fare del proprio meglio per proteggere la città. Ciò fa emergere una luce di speranza, dando alle Pretty Cure il potere di sconfiggere l'Ombra e a Bell la speranza per un futuro migliore. Conclusosi lo scontro, tuttavia, Nozomi muore poiché il suo Fiore del Tempo appassisce completamente, ma Bell annulla gli effetti e cade invece in coma. Qualche tempo dopo, mentre le ragazze e gli abitanti della città continuano a lavorare per realizzare i loro sogni, Nozomi si risveglia dal coma dopo che Kokoda le ha confessato il suo amore e le ha chiesto di sposarlo. |                  |         |

### Sigle
La sigla originale di apertura è scritta e composta da Yoshiki Mizuno, mentre quella di chiusura da Hiroshi Takaki con il testo di Natsumi Tadano.
Sigla di apertura
- Tokimeki (ときめき?), cantata dagli Ikimonogakari

Sigla di chiusura
- Shizuku no Precure (雫のプリキュア?), cantata dalle Cure Quartet (Mayumi Gojō, Yuka Uchiyae, Mayu Kudō, Kanako Miyamoto)

### Distribuzione
In Giappone la serie è stata raccolta in una collezione di 3 DVD/Blu-ray sia da Marvelous che Happinet Media Marketing tra il 24 aprile e il 26 giugno 2024.

## CD e raccolte
Durante il corso della serie sono stati pubblicati diversi CD e raccolte, sia di brani musicali che di colonna sonora, da Marvelous.
| Nº | Titolo CD | Numero tracce | Data uscita       |
| -- | --- | ------------- | ----------------- |
| 1  | Ureshikute / Tokimeki (うれしくて／ときめき?)                                                                                      | 4             | 13 settembre 2023 |
| 2  | Shizuku no Precure / Yume de ippai (雫のプリキュア／夢でいっぱい?)                                                                 | 7             | 6 dicembre 2023   |
| 3  | Kibou no chikara ~Otona Precure '23~ - Original Soundtrack (キボウノチカラ〜オトナプリキュア’２３〜 オリジナル・サウンドトラック?) | 36            | 10 gennaio 2024   |

## Trasmissioni e adattamenti nel mondo
Kibou no chikara: ~Otona Pretty Cure '23~ è stato trasmesso, oltre che in Giappone, anche in diversi Paesi in tutto il mondo.
| Stato            | Rete televisiva / piattaforma streaming | Data 1ª TV/streaming          |
| ---------------- | --------------------------------------- | ----------------------------- |
| America del Nord | Crunchyroll                             | 7 ottobre – 23 dicembre 2023  |
| America del Sud  | Crunchyroll                             | 7 ottobre – 23 dicembre 2023  |
| Australia        | Crunchyroll                             | 7 ottobre – 23 dicembre 2023  |
| Europa           | Crunchyroll                             | 7 ottobre – 23 dicembre 2023  |
| Nuova Zelanda    | Crunchyroll                             | 7 ottobre – 23 dicembre 2023  |
| Sudafrica        | Crunchyroll                             | 7 ottobre – 23 dicembre 2023  |
| Corea del Sud    | Aniplus                                 | 13 ottobre – 29 dicembre 2023 |

In America del Nord, Australia, Nuova Zelanda, Sudafrica, Europa e America del Sud la serie è stata intitolata Power of Hope: ~Precure Full Bloom~ e resa disponibile in streaming in versione sottotitolata in lingua locale, simultaneamente alla messa in onda giapponese.
In Corea del Sud la serie ha tradotto il titolo in Huimang-ui him ~Eoleun Pretty Cure '23~ (희망의 힘 ~어른 프리큐어’23~?) ed è andata in onda in TV in versione originale sottotitolata, una settimana dopo la trasmissione giapponese.